# کالکتیو سول
کالکتیو سول (به انگلیسی: Collective Soul) یک گروه آلترنتیو راک آمریکایی است که در سال ۱۹۹۲ در اسکات‌بریج جورجیا بنیان گذاشته‌شد.
اعضای بنیان‌گذار کالکتیو سول اِد رولند (ترانه‌سرا، خواننده و ریتم گیتاریست)، دین رولند (ریتم گیتاریست)، راس چیلدرس (لید گیتاریست)، ویل تارپین (باسیست) و شِین اِوَنس (درامر) بودند. آن‌ها عنوان «کالکتیو سول» را از یکی از سطرهای رمان سرچشمه اثر آین رند اقتباس کردند.

## آتلانتیک رکوردز (۱۹۹۴ تا ۲۰۰۱)
اولین آلبوم دموی کالکتیو سول با نام نکته‌ها، ادعاها و چیزهای ناگفته در سال ۱۹۹۳ و با لیبل شرکت نشر مستقل رایزینگ استورم در آتلانتا منتشر شد. این نسخهٔ نمایشی در سطح منطقه‌ای به‌قدری محبوب شد که آتلانتیک رکوردز با کالکتیو سول قراردادی امضا کرد و در سال ۱۹۹۴ نسخهٔ نهایی آن، به‌عنوان اولین آلبوم استودیویی کالکتیو سول و با برچسب «آتلانتیک» روانهٔ بازار شد. نکته‌ها، ادعاها و چیزهای ناگفته در زمان انتشارش در آمریکا ۱۵اُمین آلبوم پرفروش آن کشور شد. تک‌آهنگ «درخشش» از آن آلبوم در زمان انتشارش در آمریکا رتبهٔ نخست جدول Mainstream Rock را به‌خود اختصاص داد و تا ردهٔ ۱۱اُم جدول پُرفروش‌ترین تک‌آهنگ‌های ایالات متحده صعود کرد. «درخشش» تبدیل به اثر محبوب ام‌تی‌وی برای پخش شد و اولین گواهی پلاتینیوم را برای کالکتیو سول به ارمغان آورد. در پی این موفقیت اعضای گروه به‌همراه اروسمیث در یک تور منطقه‌ای شرکت کردند و پس از آن در وودستاک ۱۹۹۴ حضور یافتند.
آلبوم دوم کالکتیو سول که هم‌نام خود گروه بود در سال ۱۹۹۵ منتشر شد. روح اشتراکی در آمریکا تا ردهٔ بیست و سوم بیلبورد ۲۰۰ صعود کرد، ۷۶هفته در آن جدول باقی‌ماند و از آرآی‌اِی‌اِی گواهی ۳ پلاتینیوم دریافت کرد. تک‌آهنگ‌های «دسامبر»، «جهانی که می‌شناسم» و «جایی که رودخانه جریان دارد» هر ۳ در زمان انتشارشان تبدیل به شماره ۱ جدول Mainstream Rock شدند و ترانه‌های «ژل» و «مرد جوان خردشده» به ترتیب تا ردهٔ دوم و هشتم آن جدول صعود کردند.
سومین آلبوم کالکتیو سول به‌نام فروپاشی منضبط که در سال ۱۹۹۷ منتشر شد در مقایسه با ۲ آلبوم قبلی گروه آن‌چنان که باید موفق نبود؛ چه‌بسا این آلبوم سرآغازی شد برای این‌که اِد رولند سبک هارد راک متمایز خودش را ارائه دهد. فروپاشی منضبط در آمریکا تا ردهٔ ۱۶اُم بیلبورد ۲۰۰ صعود کرد و ترانه‌های «گوش کن» و «اعلامیهٔ ارزشمند» هر ۲ در زمان انتشارشان تبدیل به شماره ۱ جدول Mainstream Rock شدند و در جدول ۱۰۰ تک‌آهنگ پرفروش روز نیز به ترتیب جایگاه‌های ۷۲ و ۶۵اُم را به‌خود اختصاص دادند.
پس از فروش ناامیدکنندهٔ فروپاشی منضبط و دلسردی مقطعی هواداران، کالکتیو سول در سال ۱۹۹۹ با آلبوم میزان مصرف-که در فضای آثار پیشین‌شان مانند روح اشتراکی سیر می‌کرد-بازگشتی پیروزمندانه داشتند.
تک‌آهنگ‌های «سنگین»، «نه بیشتر، نه کمتر»، «دویدن» و «لرزیدن معشوقم» به جدول‌های مختلف پرفروش‌ترین ترانه‌های ایالات متحده راه یافتند و خود آلبوم هم ۲۱اُمین آلبوم پُرفروش روز آمریکا شد. گروه در همان‌سال در وودستاک ۱۹۹۹ شرکت کردند و چند ترانهٔ معروف خودشان به‌علاوهٔ «قطار دیوانهٔ» آزی آزبورن را در آن‌جا اجرا کردند.
مخلوط‌کن نام ۵اُمین آلبوم استودیویی گروه بود که در سال ۲۰۰۰ روانهٔ بازار شد. مخلوط‌کن در مقایسه با آثار پیشین کالکتیو سول ساختاری پاپ داشت و از جمله آلبوم‌هایی بود که قطعه‌های آن برای پخش روتین از ایستگاه‌های رادیویی، سن‌های رقص یا استفاده به‌عنوان ساوندترک فیلم‌های سینمایی مناسب بودند. آلبوم در در زمان انتشارش در آمریکا تا ردهٔ بیست و دوم بیلبورد ۲۰۰ صعود کرد اما هیچ‌کدام از تک‌آهنگ‌های آن به جدول بیلبورد ۱۰۰تای برتر راه نیافتند. پس از مخلوط‌کن، کالکتیو سول با انتشار یک آلبوم برگزیده آثار، به همکاری ۷ ساله‌شان با آتلانتیک رکوردز پایان دادند.

## ترانه‌شناسی
نوشتار اصلی: ترانه‌شناسی کالکتیو سول

### آلبوم‌های استودیویی
| نام آلبوم                                   | سال انتشار                     | معنی نام |
| ------------------------------------------- | ------------------------------ | -------- |
| ۱. Hints Allegations and Things Left Unsaid | نکته‌ها، ادعاها و چیزهای ناگفته | ۱۹۹۴     |
| ۲. Collective Soul                          | روح اشتراکی                    | ۱۹۹۵     |
| ۳. Disciplined Breakdown                    | فروپاشی منضبط                  | ۱۹۹۷     |
| ۴. Dosage                                   | میزان مصرف                     | ۱۹۹۹     |
| ۵. Blender                                  | مخلوط‌کن                        | ۲۰۰۰     |
| ۶. Youth                                    | جوانی                          | ۲۰۰۴     |
| ۷. Afterwords                               | ختم کلام                       | ۲۰۰۷     |
| ۸. Collective Soul (Rabbit)‎                 | روح اشتراکی                    | ۲۰۰۹     |

## اعضا

### فعلی
- اد رولند: ترانه‌سرا، خواننده و نوازندهٔ کیبورد و ریتم گیتار (۱۹۹۲ تاکنون)
- دین رولند: نوازندهٔ ریتم گیتار (۱۹۹۳ تاکنون)
- ویل تارپین: نوازندهٔ گیتار باس (۱۹۹۳ تاکنون)
- جوئل کوشه: نوازندهٔ لید گیتار (۲۰۰۱ تاکنون)
- چنی برانن: نوازندهٔ درامز و پرکاشن (۲۰۰۹ تاکنون)

### پیشین
- راس چیلدرس: لید گیتاریست (۱۹۹۲ تا ۲۰۰۱)
- شِین اِوَنس: نوازندهٔ درامز و پرکاشن (۱۹۹۲ تا ۲۰۰۳)
- ریان هویل: نوازندهٔ درامز و پرکاشن (۲۰۰۳ تا ۲۰۰۹)

## پی‌نوشت
1. ↑  Hints, Allegations and Things Left Unsaid
2. ↑  Collective Soul
3. ↑  December
4. ↑  The World I Know
5. ↑  Where the River Flows
6. ↑  Gel
7. ↑  Smashing Young Man
8. ↑  Disciplined Breakdown
9. ↑  Listen
10. ↑  Precious Declaration
11. ↑  Dosage
12. ↑  Heavy
13. ↑  No more, No less
14. ↑  Run
15. ↑  Tremble For My Beloved
16. ↑  Blender
17. ↑  7even Year Itch: Collective Soul's Greatest Hits 1994-2001

## یادکرد منابع

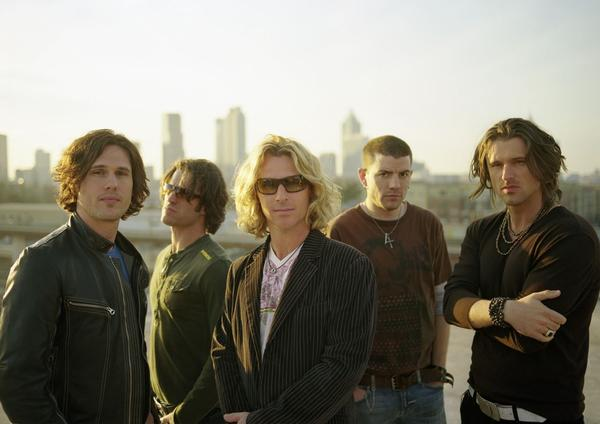
بند کالکتیو سول

1. 1 2 3 4 5  James Christopher Monger. "Collective Soul" (به انگلیسی). وب‌گاه آل‌میوزیک. Retrieved 27 February 2011.
2. ↑  "Hints Allegations and Things Left Unsaid Billboard Albums" (به انگلیسی). وب‌گاه AllMusic. Retrieved 28 February 2011.
3. ↑  "Hints Allegations and Things Left Unsaid Billboard singles" (به انگلیسی). وب‌گاه آل‌میوزیک. Retrieved 28 February 2011.
4. ↑  Tom Sinclair (۱۶ ژوئیه ۱۹۹۹). "Woodstock '99 brings back the music" (به انگلیسی). وب‌گاه انترتینمنت ویکلی. Archived from the original on 23 June 2011. Retrieved 2 March 2011.
5. ↑  "Collective Soul Billboard Albums" (به انگلیسی). وب‌گاه AllMusic. Retrieved 2 March 2011.
6. ↑  "collective soul Gold & Platinium" (به انگلیسی). وب‌گاه آرآی‌اِی‌اِی. Retrieved 2 March 2011.
7. ↑  "Collective Soul Billboard Singles" (به انگلیسی). وب‌گاه آل‌میوزیک. Retrieved 2 March 2011.
8. ↑  Stephen Thomas Erlewine. "Disciplined Breakdown" (به انگلیسی). وب‌گاه AllMusic. Retrieved 2 March 2011.
9. ↑  "Disciplined Breakdown Billboard Albums" (به انگلیسی). وب‌گاه آل‌میوزیک. Retrieved 2 March 2011.
10. ↑  "Disciplined Breakdown Billboard Singles" (به انگلیسی). وب‌گاه آل‌میوزیک. Retrieved 2 March 2011.
11. 1 2  Jason Damas. "Dosage" (به انگلیسی). وب‌گاه آل‌میوزیک. Retrieved 2 March 2011.
12. ↑  "Dosage Billboard Singles" (به انگلیسی). وب‌گاه AllMusic. Retrieved 2 March 2011.
13. ↑  "Dosage Billboard Albums" (به انگلیسی). وب‌گاه AllMusic. Retrieved 2 March 2011.
14. ↑  "Mike Ness, Rusted Root, And Sevendust Do Woodstock '99" (به انگلیسی). وب‌گاه یاهو! میوزیک. ۲۶ ژوئیه ۱۹۹۹. Retrieved 2 March 2011.
15. ↑  Steven McDonald. "Blender" (به انگلیسی). وب‌گاه AllMusic. Retrieved 3 March 2011.
16. ↑  "Blender Billboard Albums" (به انگلیسی). وب‌گاه AllMusic. Retrieved 3 March 2011.
17. ↑  "Blender Billboard Singles" (به انگلیسی). وب‌گاه آل‌میوزیک. Retrieved 3 March 2011.